# 하세가와 하야토
하세가와 하야토(일본어: 長谷川 隼, 1997년 9월 14일~)는 일본의 축구 선수이다.

## 구단 경력
그는 2020년 J3리그의 가마타마레 사누키에 입단했다.